# Neosybra elongatissima
Neosybra elongatissima är en skalbaggsart som beskrevs av Stefan von Breuning 1939. Neosybra elongatissima ingår i släktet Neosybra och familjen långhorningar. Inga underarter finns listade i Catalogue of Life.